# Det guddommelige
Det guddommelige er en kortfilm fra 1999 instrueret af Morten Hartz Kaplers efter eget manuskript.

## Handling
En familie modtager en åbenbaring, men åbenbaringens åsyn svarer ikke til familiens fordomsfulde forestilling om det guddommelige.